# Afrokarlik
Afrokarlik (Neoromicia) – rodzaj ssaków z podrodziny mroczków (Vespertilioninae) w obrębie rodziny mroczkowatych (Vespertilionidae).

## Zasięg występowania
Rodzaj obejmuje gatunki występujące w Afryce.

## Morfologia
Długość ciała (bez ogona) 38–53 mm, długość ogona 21–40 mm, długość ucha 6–14 mm, długość tylnej stopy 4–11 mm, długość przedramienia 22–35 mm; masa ciała 2–6 g.

## Systematyka
Rodzaj zdefiniował w 1926 roku południowoafrykański ornitolog i teriolog Austin Roberts w artykule poświęconym nowym taksonom ssaków z Afryki Południowej opublikowanym na łamach Annals of the Transvaal Museum. Na gatunek typowy Roberts wyznaczył (oryginalne oznaczenie) afrokarlika zuluskiego (N. zuluensis).

### Etymologia
Neoromicia: gr. νεος neos ‘nowy’; rodzaj Romicia J.E. Gray, 1838 (karlik).

### Podział systematyczny
Do rodzaju należą następujące gatunki:
- Neoromicia bemainty (Goodman, Rakotondramanana, Ramasindrazana, Kearney, Monadjem, Schoeman, P.J. Taylor, Naughton & Appleton, 2015)
- Neoromicia anchietae (Seabra, 1900) – przymroczek sawannowy
- Neoromicia hlandzeni P.J. Taylor, Strydom, Richards, Markotter, Toussaint, Kearney, Cotterill, Howard, Weier, Keith, Neef, Mamba, Magagula & Monadjem, 2022
- Neoromicia somalica (O. Thomas, 1901) – afrokarlik somalijski
- Neoromicia zuluensis (Roberts, 1924) – afrokarlik zuluski
- Neoromicia guineensis (Bocage, 1889) – afrokarlik gwinejski